# کوجی میاتا
کوجی میاتا (به انگلیسی: Koji Miyata) بازیکن فوتبال اهل ژاپن و عضو تیم ملی فوتبال ژاپن است که در تاریخ ۰۷ مارس ۱۹۵۱ میلادی اولین بازی ملی‌اش را انجام داد. او در ۶ بازی ملی حضور داشت و آخرین بازی ملی خود را در تاریخ ۳ مه ۱۹۵۴ میلادی انجام داد. کوجی میاتا در بازی‌های ملی‌اش
گلی به ثمر نرساند.